# Culross
Culross (gaélique : Cuileann Ros) est une commune de la côte est de l’Écosse au Royaume-Uni, dans la région côtière du Fife.
À l'origine, la ville était un port sur le Firth of Forth, la tradition attribue sa fondation à Saint Serf.

## Histoire - économie
Aux XVIe et XVIIe siècles, la ville était un centre important d'industrie minière, et possédait la seule mine au monde qui s'étendait sous la mer, en 1575, laquelle a été détruite par un orage en 1625.
La ville avait aussi une activité dans les salaisons de poissons et dans le commerce portuaire. Toutefois, ces activités déclinèrent et sous le règne de la reine Victoria, Culross était quasiment devenue une ville fantôme.
Depuis, le bourg ancien a été restauré, et est devenu une destination touristique.

## Photographies

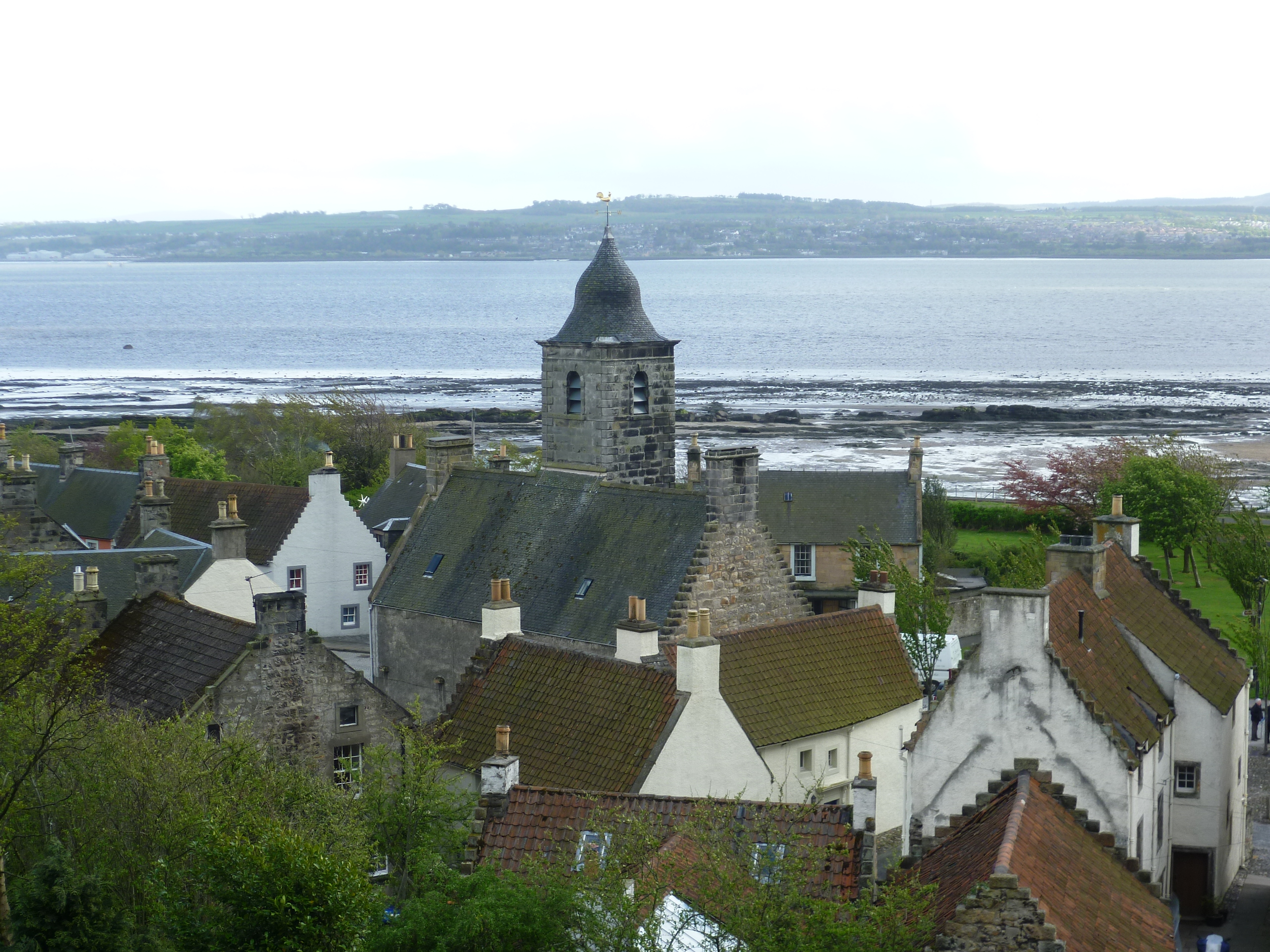
Vue du bourg
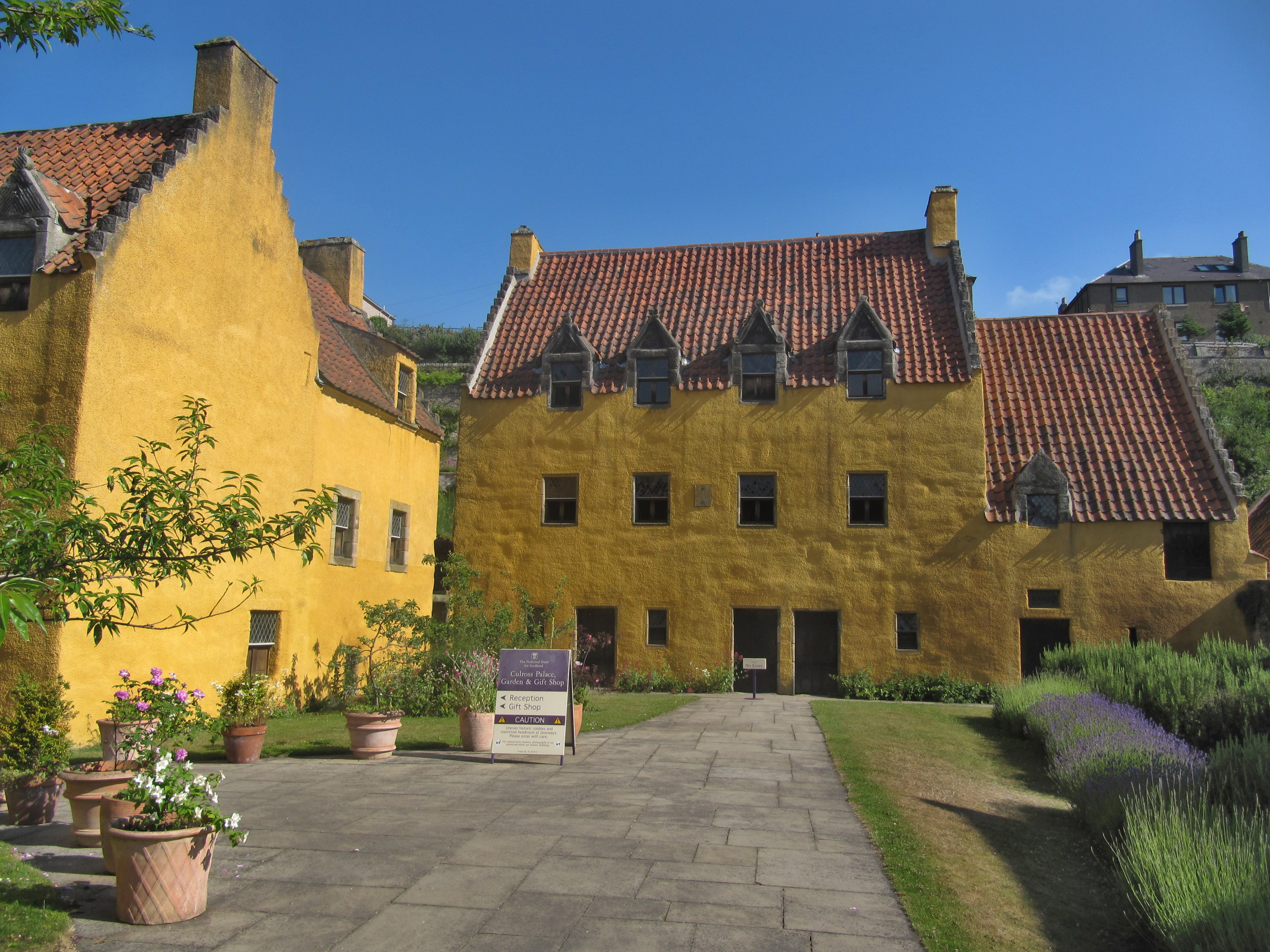
Culross Palace
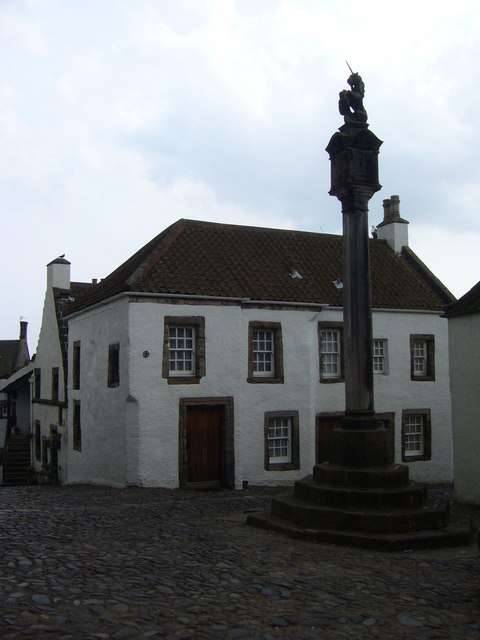
Mercat Cross
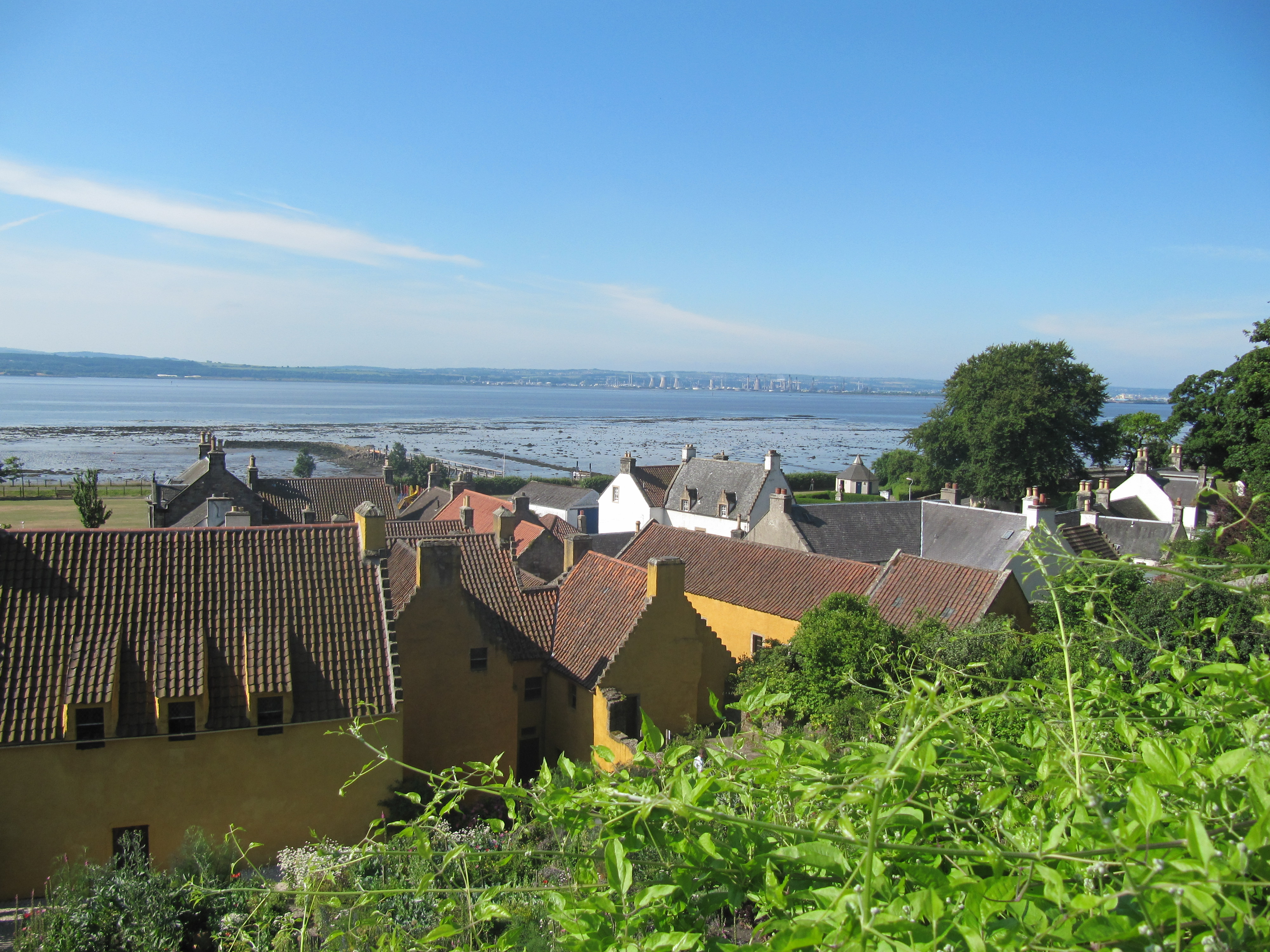
Toits du bourg
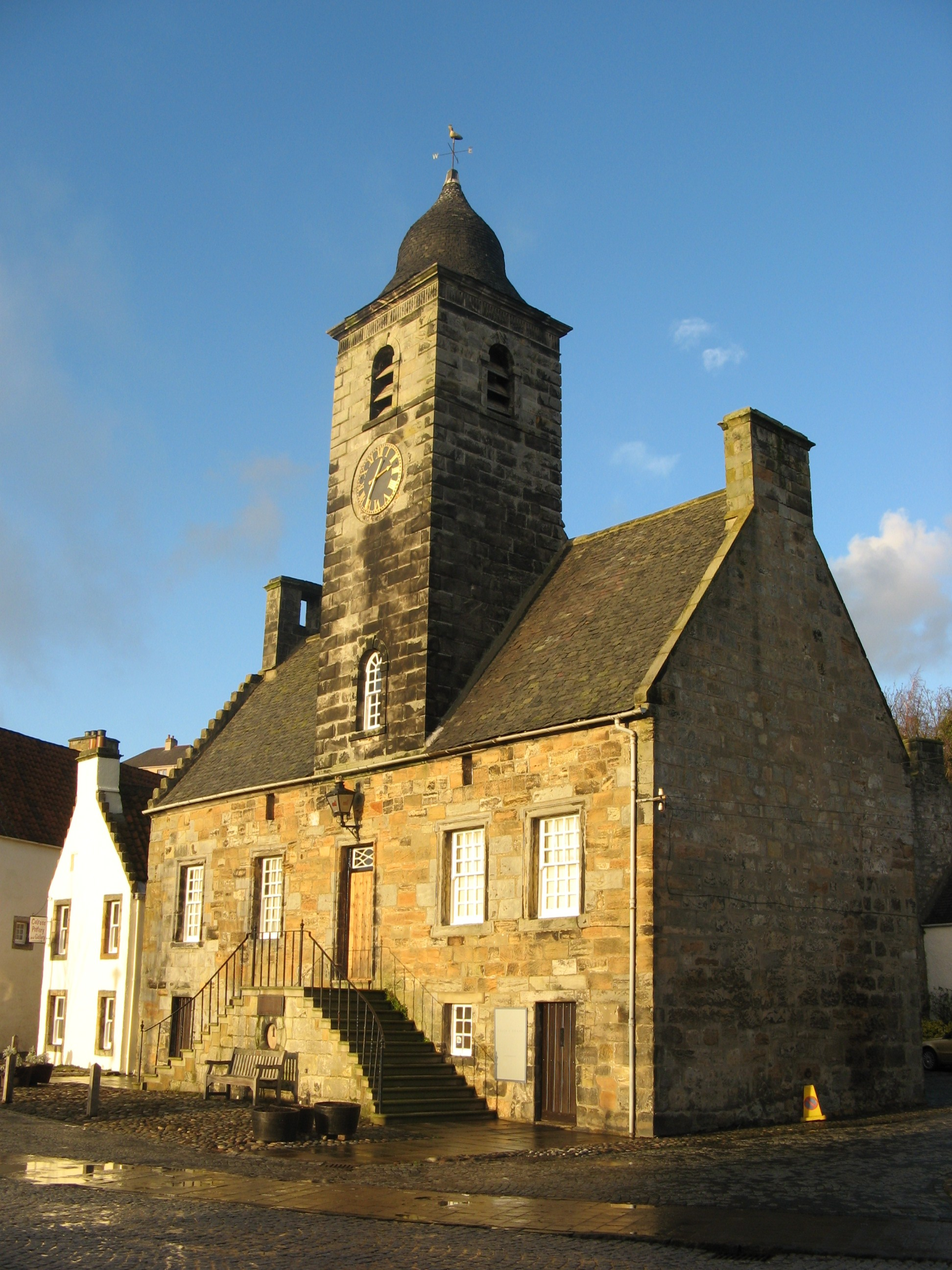
Hôtel de Ville
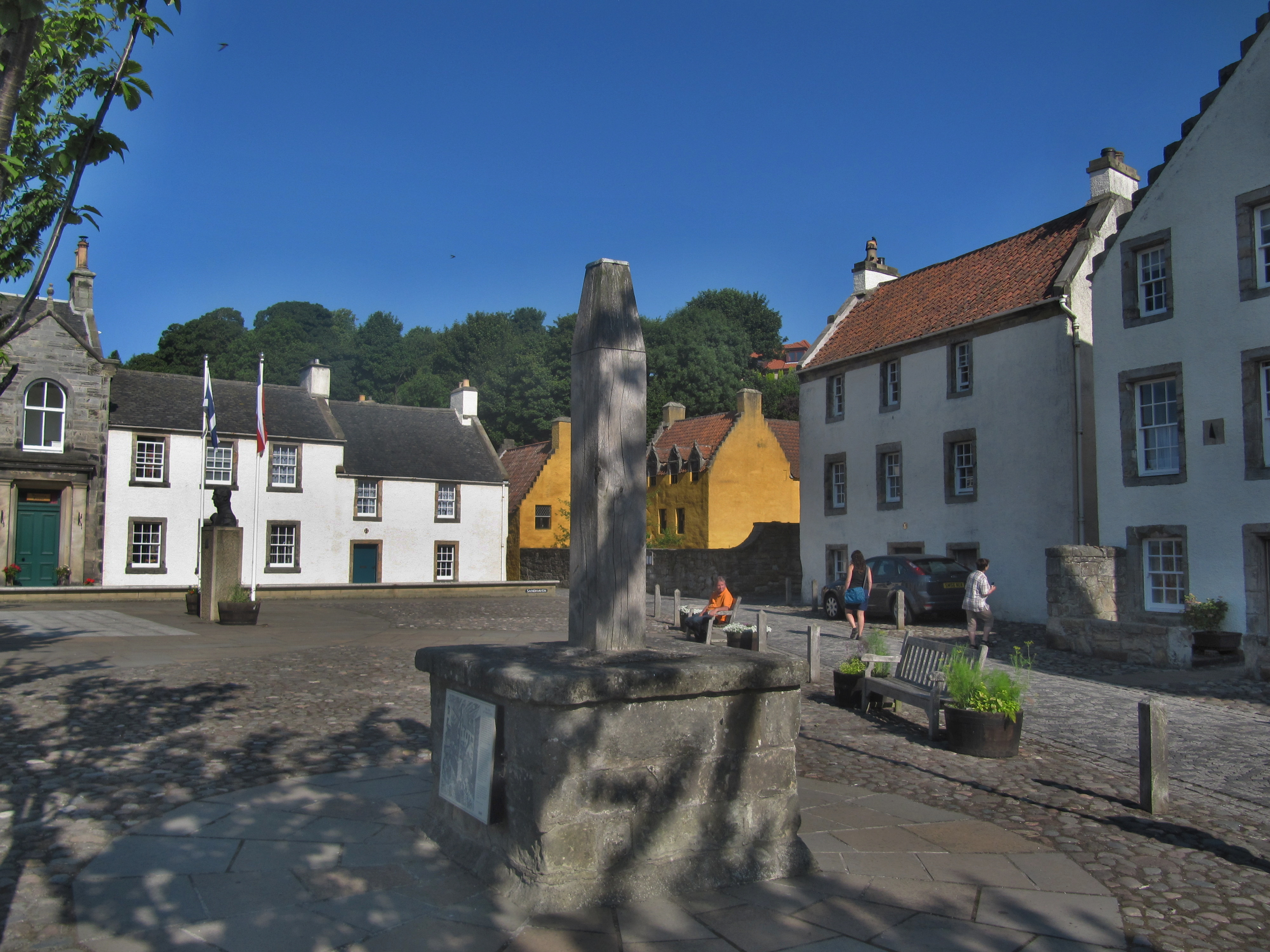
Place du bourg